# Rhabdomastix (Rhabdomastix) minicola
Rhabdomastix (Rhabdomastix) minicola is een tweevleugelige uit de familie steltmuggen (Limoniidae). De soort komt voor in het Palearctisch gebied.